# كين واتانابي
كين واتانبي (باليابانية: 渡辺 謙) ممثل ياباني، من مواليد 21 آب/أغسطس 1959، ومن أبرز مشاركاته في الأفلام هي: رسائل من إيوو جيما والذي مثل نفسه قائداً للجيش الياباني في معركة أيو جيما، وفيلم ذا لاست ساموراي.

## الأعمال

### أفلام
| السنة | العنوان                                                                                         | الدور                                |
| ----- | ----------------------------------------------------------------------------------------------- | ------------------------------------ |
| 1984  | MacArthur's Children                                                                            | تتسو ناكاي                           |
| 1984  | Bruce's Fists of Vengeance                                                                      |                                      |
| 1985  | 9 Deaths of the Ninja                                                                           | سينسيه                               |
| 1985  | Kekkon Annai Mystery (結婚案内ミステリー Kekkon Annai Misuterī)                                 | فوناياما تتسويا/ماساكوزو سيكيني      |
| 1986  | البحر والسم (海と毒薬 Umi to Dokuyaku)                                                          | Toda                                 |
| 1986  | تامبوبو                                                                                         | غون                                  |
| 1987  | Karate Warrior (Il ragazzo dal kimono d'oro)                                                    | ماستر كيمورا                         |
| 1987  | Commando Invasion                                                                               |                                      |
| 1988  | Karate Warrior 2 (Il ragazzo dal kimono d'oro 2)                                                | ماستر كيمورا                         |
| 1989  | Violent Zone                                                                                    | ميشيما الكبير                        |
| 1997  | وقت الراديو                                                                                     | رايتا اونوكي، سائق شاحنة             |
| 2000  | Space Travellers (スペーストラベラーズ Supēsu toraberāzu)                                       | ساكاماكي                             |
| 2001  | Genji: A Thousand-Year Love (千年の恋 ～ひかる源氏物語 Sennen no koi - Hikaru Genji Monogatari) | فوجيوارا ميتشيناغي/فوجيوارا نوبوتاكا |
| 2003  | ذا لاست ساموراي                                                                                 | كاتسوموتو موريتسوغو                  |
| 2003  | T.R.Y.                                                                                          | ماسانوبو ازوما                       |
| 2005  | مذكرات فتاة الغيشا                                                                              | كين ايواموري                         |
| 2005  | بداية باتمان                                                                                    | رأس الغول's Decoy                    |
| 2005  | Year One in the North (北の零年 Kita no zeronen)                                                | هيدياكي كوماتسوبارا                  |
| 2006  | ذكريات الغد                                                                                     | ماساياكي سايكي                       |
| 2006  | رسائل من إيوو جيما                                                                              | تاداميتشي كوريباياشي                 |
| 2009  | The Unbroken (Shizumanu Taiyo)                                                                  | هاجيمي اونتشي                        |
| 2009  | Cirque du Freak: The Vampire's Assistant                                                        | سيد هيبرينيوس تال                    |
| 2010  | Shanghai                                                                                        | كابتن تاناكا                         |
| 2010  | استهلال                                                                                         | سايتو                                |
| 2014  | غودزيلا                                                                                         |                                      |
| 2018  | جزيرة الكلاب                                                                                    |                                      |

## الجوائز والترشيحات
| قائمة الجوائز والترشيحات | قائمة الجوائز والترشيحات                 | قائمة الجوائز والترشيحات                                             | قائمة الجوائز والترشيحات     | قائمة الجوائز والترشيحات |
| السنة                    | الجائزة                                  | الفئة                                                                | العمل                        | النتيجة                  |
| ------------------------ | ---------------------------------------- | -------------------------------------------------------------------- | ---------------------------- | ------------------------ |
| 1987                     | Elandor Awards                           | Newcomer Award                                                       | البحر والسم                  | فوز                      |
| 1999                     | جائزة أكاديمية اليابان                   | Best Supporting Actor                                                | Kizuna                       | رُشِّح                      |
| 2002                     | Japan Academy Awards                     | Best Supporting Actor                                                | Sennen no Koi Story of Genji | رُشِّح                      |
| 2003                     | Japan Academy Awards                     | Best Supporting Actor                                                | Hi Wa Mata Noboru            | رُشِّح                      |
| 2003                     | جمعية واشنطن العاصمة لنقاد السينما       | Best Supporting Actor                                                | الساموراي الأخير             | رُشِّح                      |
| 2004                     | جائزة الأوسكار                           | جائزة الأوسكار لأفضل ممثل مساعد                                      | الساموراي الأخير             | رُشِّح                      |
| 2004                     | جائزة زحلs                               | جائزة زحل لأفضل ممثل مساعد ‏                                          | الساموراي الأخير             | رُشِّح                      |
| 2004                     | جوائز بلو ريبون                          | Special Award                                                        | الساموراي الأخير             | فوز                      |
| 2004                     | جائزة اختيار النقاد للأفلامs             | Best Supporting Actor                                                | الساموراي الأخير             | رُشِّح                      |
| 2004                     | جائزة غولدن غلوبs                        | جائزة غولدن غلوب لأفضل ممثل مساعد - فيلم                             | الساموراي الأخير             | رُشِّح                      |
| 2004                     | جمعية لاس فيغاس لنقاد السينما            | Best Supporting Actor                                                | الساموراي الأخير             | رُشِّح                      |
| 2004                     | Phoenix Film Critics Society Awards      | Best Supporting Actor                                                | الساموراي الأخير             | رُشِّح                      |
| 2004                     | جائزة ستالايتs                           | Best Supporting Actor                                                | الساموراي الأخير             | رُشِّح                      |
| 2004                     | جائزة نقابة ممثلي الشاشة                 | جائزة نقابة ممثلي الشاشة عن الأداء المتميز من قبل ممثل في دور مساعد ‏ | الساموراي الأخير             | رُشِّح                      |
| 2004                     | Television Drama Academy Awards (Winter) | Best Supporting Actor                                                | Suna no Utsuwa               | فوز                      |
| 2006                     | Hochi Film Awards                        | Best Actor                                                           | ذكريات الغد                  | فوز                      |
| 2006                     | Nikkan Sports Film Awards                | Best Actor                                                           | ذكريات الغد                  | فوز                      |
| 2007                     | Blue Ribbon Awards                       | Best Actor                                                           | ذكريات الغد                  | فوز                      |
| 2007                     | Japan Academy Awards                     | Best Actor                                                           | ذكريات الغد                  | فوز                      |
| 2007                     | Fujimoto Prize                           | Special Prize                                                        | ذكريات الغد                  | فوز                      |
| 2007                     | Kinema Junpo Awards                      | Best Actor                                                           | ذكريات الغد                  | فوز                      |
| 2009                     | Hochi Film Awards                        | Best Actor                                                           | Shizumanu Taiyo              | فوز                      |
| 2010                     | Japan Academy Awards                     | Best Actor                                                           | Shizumanu Taiyo              | فوز                      |

## وصلات خارجية
- كين واتانابي على موقع IMDb (الإنجليزية)
- كين واتانابي على موقع روتن توميتوز (الإنجليزية)
- كين واتانابي على موقع مونزينجر (الألمانية)
- كين واتانابي على موقع قاعدة بيانات الأفلام العربية
- كين واتانابي على موقع ألو سيني (الفرنسية)
- كين واتانابي على موقع ميوزك برينز (الإنجليزية)
- كين واتانابي على موقع تيرنر كلاسيك موفيز (الإنجليزية)
- كين واتانابي على موقع أول موفي (الإنجليزية)
- كين واتانابي على موقع قاعدة بيانات برودواي على الإنترنت (الإنجليزية)
- كين واتانابي على موقع قاعدة بيانات الأفلام السويدية (السويدية)
- USA Today Interview
- About.com Interview نسخة محفوظة 18 أكتوبر 2005 at Archive.is
- Watanabe Ken's JMDb Listing (in Japanese)
- Ken Watanabe profile on Hoga Central

1. ↑  . مجلة السينما. {{استشهاد ويب}}: الوسيط |title= غير موجود أو فارغ (من ويكي بيانات) (مساعدة) والوسيط |مسار= غير موجود أو فارع (مساعدة)
2. 1 2  دليل المواهب اليابانية، 1993، QID:Q11506585
3. 1 2 3 4 5 6 7 8 9 10 11 12 13 14 15  "Awards for Ken Watanabe". IMDB. مؤرشف من الأصل في 2017-07-02. اطلع عليه بتاريخ 2010-03-07.
4. ↑  "Drama Academy Awards". Tokyograph. مؤرشف من الأصل في 2010-01-29. اطلع عليه بتاريخ 2010-03-07.
5. ↑  "Blue Ribbon Awards: 'Hula Girl' Aoi on top". Tokyograph. 24 يناير 2009. مؤرشف من الأصل في 2010-05-19. اطلع عليه بتاريخ 2010-03-07.
6. ↑  "Another win for 'Hula Girl' at Japan Academy Awards". Tokyograph. 16 فبراير 2007. مؤرشف من الأصل في 2010-12-07. اطلع عليه بتاريخ 2010-03-07.
7. ↑  "TBS producer wins Fujimoto Prize". Tokyograph. 8 يونيو 2007. مؤرشف من الأصل في 2009-10-29. اطلع عليه بتاريخ 2010-03-07.
8. ↑  "Kinema Junpo announces Best 10". Tokyograph. 9 يناير 2007. مؤرشف من الأصل في 2009-04-20. اطلع عليه بتاريخ 2010-03-07.
9. ↑  "34th Hochi Film Awards". Tokyograph. 28 نوفمبر 2009. مؤرشف من الأصل في 2010-05-31. اطلع عليه بتاريخ 2010-03-07.
10. ↑  "33rd Japan Academy Awards". Tokyograph. 6 مارس 2010. مؤرشف من الأصل في 2010-03-10. اطلع عليه بتاريخ 2010-03-07.

 اليابان